# Commutazione di codice
La commutazione di codice (code-switching), conosciuta anche con il termine alternanza linguistica, è un termine linguistico che indica il passaggio da una lingua a un'altra, o da una lingua a un dialetto (un dialetto È una lingua, se si parla di suolo italiano) (e viceversa), da parte di parlanti che hanno più di una lingua in comune.
La commutazione del codice avviene sempre nell'ambito di uno stesso discorso e può riguardare solo poche frasi o addirittura una singola frase una o addirittura più volte.
Il fenomeno non va confuso con l'alternanza di codice (code-mixing), ossia l'uso di termini di una lingua in sostituzione di termini non conosciuti di un'altra lingua, frequente in bambini bilingui e persone che stanno apprendendo una lingua.
L'enunciazione mistilingue, ovvero il code-mixing,  gode di una grande libertà sintattica: essa può avvenire in qualunque punto della catena parlata e non sembra soggetta a restrizioni evidenti di alcun genere. Non paiono esserci confini sintattici né restrizioni dipendenti dalla struttura grammaticale a bloccare la commistione di elementi della lingua ed elementi del dialetto.